# Strofa asklepiadejska
Strofa asklepiadejska – w metryce antycznej strofa zbudowana z wierszy asklepiadejskich, połączonych z glikonejem, a czasem z ferekratejem.
Nazwa strofy pochodzi od imienia hellenistycznego poety Asklepiadesa z Samos, choć ten sposób wierszowania można spotkać także w utworach Safony i Alkajosa. Wiersze asklepiadejskie są zaliczane do miar eolskich. Wyróżnia się trzy strofy asklepiadejskie.

## Strofa asklepiadejska I
Inaczej metrum Asclepiadeum tertium; jest to strofa zbudowana z trzech asklepiadejów mniejszych i glikoneja:
|                                | 1. stopa                          | 2. stopa                                                                | 3. stopa                                                                | 4. stopa                       |
| ------------------------------ | --------------------------------- | ----------------------------------------------------------------------- | ----------------------------------------------------------------------- | ------------------------------ |
| asklepiadej mniejszy wersy 1-3 | akcentowana sylaba · długa sylaba | akcentowana sylaba · krótka sylaba · krótka sylaba · akcentowana sylaba | akcentowana sylaba · krótka sylaba · krótka sylaba · akcentowana sylaba | krótka sylaba · anceps w arsie |
| glikonej wers 4                | akcentowana sylaba · długa sylaba | akcentowana sylaba · krótka sylaba · krótka sylaba · akcentowana sylaba | krótka sylaba · anceps w arsie                                          |                                |

Przykład:
Quis desiderio sit pudor aut modus
tam cari capitis? Praecipe lugubris
cantus, Melpomene, cui liquidam pater
vocem cum cithara dedit. (Horacy Pieśni I, 24, 1-4)

## Strofa asklepiadejska II
Inaczej metrum Asclepiadeum quartum; podobna do strofy I, jednak w trzecim wersie zamiast asklepiadeja występuje ferekratej, czyli pozbawiony ostatniej arsy glikonej:
|                                | 1. stopa                          | 2. stopa                                                                | 3. stopa                                                                | 4. stopa                       |
| ------------------------------ | --------------------------------- | ----------------------------------------------------------------------- | ----------------------------------------------------------------------- | ------------------------------ |
| asklepiadej mniejszy wersy 1-2 | akcentowana sylaba · długa sylaba | akcentowana sylaba · krótka sylaba · krótka sylaba · akcentowana sylaba | akcentowana sylaba · krótka sylaba · krótka sylaba · akcentowana sylaba | krótka sylaba · anceps w arsie |
| ferekratej wers 3              | akcentowana sylaba · długa sylaba | akcentowana sylaba · krótka sylaba · krótka sylaba · akcentowana sylaba | anceps w tezie                                                          |                                |
| glikonej wers 4                | akcentowana sylaba · długa sylaba | akcentowana sylaba · krótka sylaba · krótka sylaba · akcentowana sylaba | krótka sylaba · anceps w arsie                                          |                                |

Przykład:
Nuper sollicitum quae mihi taedium,
nunc desiderium curaque non levis,
interfusa nitentis
vites aeqora Cyclades. (Horacy Pieśni I, 14, 16-20)

## Strofa asklepiadejska III
Inaczej metrum Asclepiadeum secundum; strofa składa się z glikonejów przeplatanych asklepiadejami mniejszymi:
|                             | 1. stopa                          | 2. stopa                                                                | 3. stopa                                                                | 4. stopa                       |
| --------------------------- | --------------------------------- | ----------------------------------------------------------------------- | ----------------------------------------------------------------------- | ------------------------------ |
| glikonej wers 1             | akcentowana sylaba · długa sylaba | akcentowana sylaba · krótka sylaba · krótka sylaba · akcentowana sylaba | krótka sylaba · anceps w arsie                                          |                                |
| asklepiadej mniejszy wers 2 | akcentowana sylaba · długa sylaba | akcentowana sylaba · krótka sylaba · krótka sylaba · akcentowana sylaba | akcentowana sylaba · krótka sylaba · krótka sylaba · akcentowana sylaba | krótka sylaba · anceps w arsie |
| glikonej wers 3             | akcentowana sylaba · długa sylaba | akcentowana sylaba · krótka sylaba · krótka sylaba · akcentowana sylaba | krótka sylaba · anceps w arsie                                          |                                |
| asklepiadej mniejszy wers 4 | akcentowana sylaba · długa sylaba | akcentowana sylaba · krótka sylaba · krótka sylaba · akcentowana sylaba | akcentowana sylaba · krótka sylaba · krótka sylaba · akcentowana sylaba | krótka sylaba · anceps w arsie |

Przykład:
Quem mortis timuit gradum
qui siccis oculis monstra natantia,
qui vidit mare turbidum et
infamis scopulos Acroceraunia? (Horacy Pieśni I, 3, 16-20)